# أبو مزاحم الخاقاني
أبو مزاحم الخاقاني (248 - 325 هـ / 862 - 937 م) هو شاعر وعالم بالعربية، من أهل بغداد. يعتبر الخاقاني أول من صنف في التجويد.
هو أبو مزاحم موسى بن عبيد الله بن يحيى بن خاقان الخاقاني. كان يحب الصحابي معاوية بن أبي سفيان، فقال فيه أشعاراً كثيرة دونها الناس. من آثاره: «قصيدة في التجويد» و«قصيدة في الفقهاء».